# Корчунов, Николай Викторович
Никола́й Ви́кторович Корчуно́в (род. 5 сентября 1964, Москва) — российский дипломат. Чрезвычайный и полномочный посол (2023).

## Биография
Окончил Московский государственный институт международных отношений (МГИМО) МИД СССР в 1991 году. На дипломатической работе с 1991 года. Владеет английским, испанским и шведским языками.
В 1991—2004 годах — на различных должностях в МИД России, посольствах в Финляндии и Швеции.
В 2004—2009 годах — начальник политического отдела ЕС в Департаменте общеевропейского сотрудничества МИД России.
В 2009—2015 годах — заместитель постоянного представителя России при НАТО в Брюсселе.
С декабря 2011 по ноябрь 2012 года — исполняющий обязанности постоянного представителя России при НАТО.
В 2015—2018 годах — заместитель директора Второго европейского департамента МИД России, глава российской делегации целевых групп Арктического совета по вопросам арктического морского сотрудничества и улучшения связи в Арктике.
В 2018—2024 годах — посол по особым поручениям МИД России, председатель Комитета старших должностных лиц Арктического совета от Российской Федерации.
С 1 октября 2024 года — чрезвычайный и полномочный посол Российской Федерации в Норвегии.

## Дипломатический ранг
- Чрезвычайный и полномочный посланник 2 класса (10 февраля 2012)[2].
- Чрезвычайный и полномочный посланник 1 класса (25 декабря 2020)[3].
- Чрезвычайный и полномочный посол (2 октября 2023)[4].

## Награды
- Медаль ордена «За заслуги перед Отечеством» II степени (8 июля 2011) — за большой вклад в реализацию внешнеполитического курса Российской Федерации и многолетнюю добросовестную работу[5].